# شكوى إيران 2018 ضد الولايات المتحدة

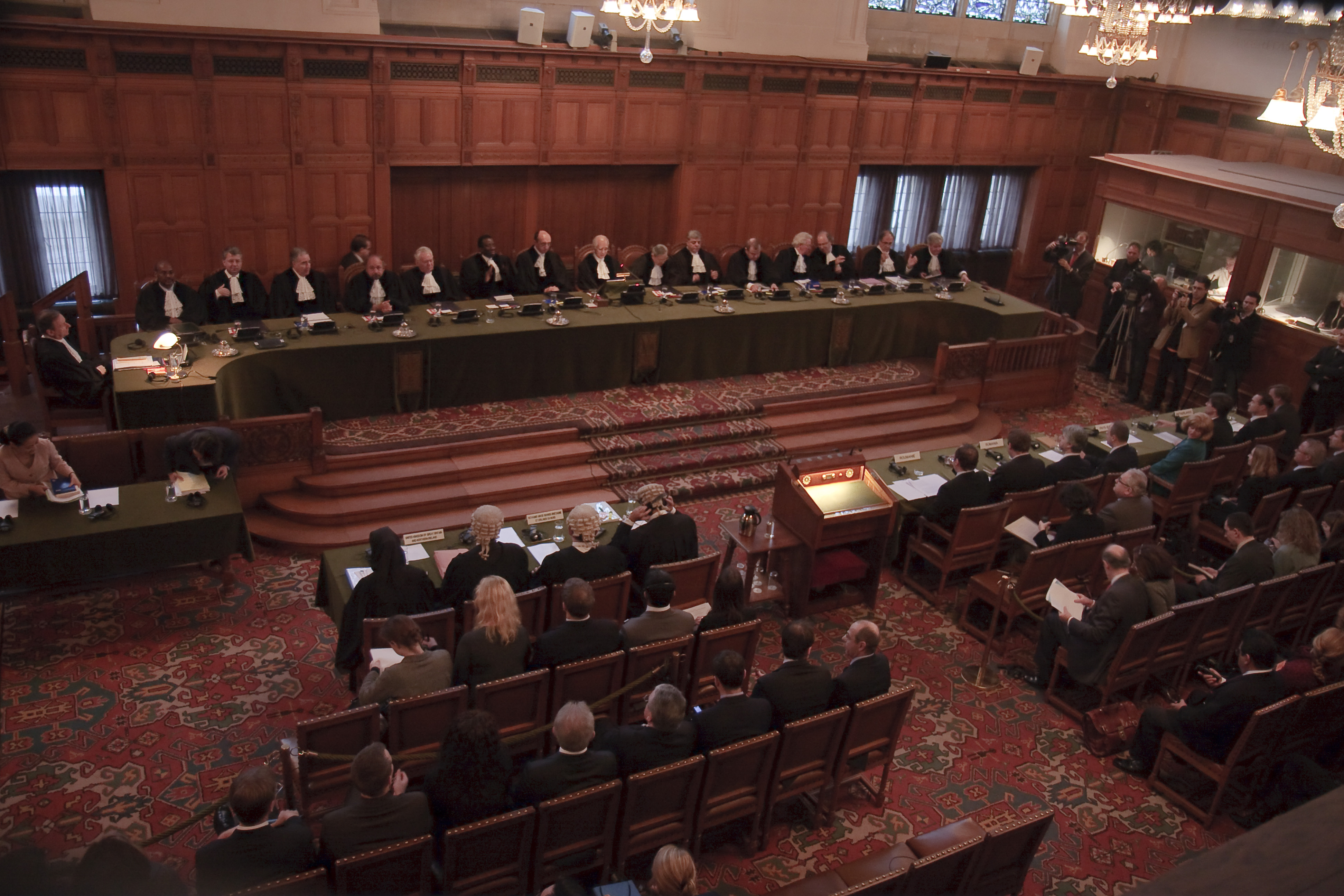
قاعة العدل الكبرى قصر السلام في لاهاي، هولندا

شكوى إيران ضد الولايات المتحدة تشير إلى شكوى قدمتها إيران في 16 يوليو 2018 أمام محكمة العدل الدولية ضدّ الولايات المتحدة في محاولة لوقف إعادة فرض عقوبات أميركية عليها. ويأتي ذلك بعد إعادة فرض العقوبات من قبل الولايات المتحدة إثر قرار الرئيس الأمريكي دونالد ترامب الانسحاب من الاتفاق النووي إلى جانب خمسة دول عظمى أخرى مع إيران عام 2015. واتهمت إيران خلال الشكوى الولايات المتحدة بأنها تفرض «حصارا اقتصاديا» بموجب إعادة العقوبات الاقتصادية عليها، وترغب بأن تأمر محكمة العدل الدولية واشنطن بوقف العقوبات. وتستند إيران في حُججها إلى معاهدة وقّعتها إيران والولايات المتحدة في 1955، تنصّ على قيام «علاقات صداقة» بين البلدين، وتشجّع المبادلات التجارية والاستثمارات. نظرت محكمة العدل الدولية في 27 أغسطس 2018 الدعوى واستمرت الجلسات الشفهية، التي طلبتها إيران بشكل أساسي من أجل إصدار حكم مؤقت، أربعة أيام.
وفي 3 أكتوبر 2018 أصدرت محكمة العدل الدولية قرارها في الشكوى وأمرت الولايات المتحدة برفع العقوبات التي تستهدف السلع «ذات الغايات الإنسانية» المفروضة على إيران، كما أمرت ألا تؤثر العقوبات على المساعدات الإنسانية أو سلامة الطيران المدني.
 وقال رئيس المحكمة القاضي عبد القوي أحمد يوسف: «المحكمة توصلت بالإجماع إلى أنّ على الولايات المتحدة أن ترفع وعبر وسائل من اختيارها، أي عراقيل تفرضها الإجراءات التي أعلنت في 8 مايو 2018 على حرية تصدير أدوية ومواد طبية ومواد غذائية ومنتجات زراعية إلى إيران». واعتبرت المحكمة أن العقوبات على سلع «مطلوبة لاحتياجات إنسانية قد تترك أثرا مدمرا خطيرا على صحة وأرواح أفراد على أراضي إيران». ورأت المحكمة أيضا أن العقوبات على قطع غيار الطائرات يمكن أن «تعرّض سلامة الطيران المدني للخطر في إيران وكذلك أرواح مستخدميها».